# Muscolo multifido
Nell'anatomia umana il muscolo multifido o multibifido è un muscolo del dorso.
Origina dal sacro, dai processi mammillari ed accessori delle vertebre lombari, dai processi trasversi delle vertebre toraciche e dai processi articolari delle ultime quattro vertebre cervicali; si inserisce sui processi spinosi, 2-4 metameri sovrastanti l'origine, delle vertebre lombari, toraciche e cervicali sino all'epistrofeo.

## Anatomia
Si tratta di uno dei muscoli trasversospinali, gli altri sono: 
- Muscolo semispinale del torace
- Muscolo semispinale della testa
- Muscolo semispinale del collo
- Muscoli rotatori

Muscolo lungo va dall'osso sacro arrivando sino all'epistrofeo.